# Confédération coréenne des syndicats
La Confédération coréenne des syndicats (plus communément KCTU pour Korean Confederation of Trade Unions, 전국민주노동조합총연맹 (Jeon-guk Minju Nodong Johap Chongyeonmaeng)) est un syndicat coréen fondé le 11 novembre 1995. Elle est affiliée à la Confédération syndicale internationale.

## Historique
Créée dans la clandestinité, alors que le seul syndicat officiel (la FKTU) est lié au régime militaire, la KCTU est à l'origine d'un important mouvement de grèves en 1996-1997.
Autorisée après l'entrée de la Corée du Sud à l'OCDE en 1997, la KCTU est aujourd'hui la seconde centrale syndicale en Corée du Sud.
En 1998, la KCTU se retire des négociations, qui n'ont pas abouti, pour instaurer la semaine de travail de cinq jours.
En 1999, elle compte 573 490 adhérents dans 1 226 syndicats. Fin 2001, ses membres, au nombre de 600 000, appartiennent principalement aux secteurs de la métallurgie (166 000 adhérents, des services publics (100 000) et de l'enseignement (88 000). Fin 2006, la confédération syndicale revendique 800 000 adhérents.
En novembre 2006, la KCTU appelle à une journée de grèves pour protester contre un projet de loi visant à accroître la flexibilité du marché du travail.
La KCTU anime dix mouvements sociaux à Hyundai Motor en 2006, la direction expliquant les contre-performances de l'entreprise par cette forte agitation.
En décembre 2015, alors que le syndicat appelle à manifester contre le projet de réforme de droit du travail, son siège est encerclé et perquisitionné par près de 700 policiers. Lors de la manifestation qui s'ensuit, la foule est brutalement dispersée par la police, faisant une trentaine de blessés et un mort.
Le président de la KCTU, Han Sang-gyun, est condamné en juillet 2016 à cinq ans d'emprisonnement pour son rôle dans l’organisation de manifestations. Selon Amnesty International cette condamnation est « injuste et honteuse » et traduit la « répression de plus en plus implacable menée en Corée du Sud contre l’opposition pacifique ».
En septembre 2021, le dirigeant de la confédération syndicale, Yang Kyeung-soo, est arrêté pour avoir organisé en juillet un rassemblement afin de demander un moratoire sur les licenciements pendant la crise sanitaire.

## Organisations affiliées
- Korean Metal Workers Union (KMWU)

## Sources
1. 1 2  Loren Goldner, « La classe ouvrière coréenne : de la grève de masse à la précarisation et au reflux, 1987-2007 », sur bthp23.com.
2. ↑  Source : l'Humanité du 24 novembre 2006
3. ↑  Sung Il-kwon, « A l'origine de la "révolution des bougies" », Manière de voir,‎ décembre 2018, p. 64-66.
4. ↑  « Corée du Sud. La peine de prison prononcée contre un dirigeant syndical porte un coup à la liberté de manifester pacifiquement », sur www.amnesty.org.
5. ↑  Lina Sankari, « Corée du Sud. Arrestation du dirigeant syndical Yang Kyeung-soo », l'Humanité,‎ 6 septembre 2021 (lire en ligne, consulté le 6 septembre 2021).